# 棒茎毛兰
棒茎毛兰（学名：Eria marginata）为兰科毛兰属下的一个种。

## 扩展阅读
- 維基物種上的相關：棒茎毛兰